# Движение святости
Движение святости (англ. Holiness Movement) — течение в протестантизме (методизме) конца XIX века. Возникло в теологической мысли как развитие доктрины Арминия, ставившей преодоление греха и спасение в зависимость от дарованной Богом человеку свободы воли. Лейтмотивом является убеждение в возможности, при определенных условиях, достичь состояния святости и постоянно поддерживать его ещё при земной жизни.

## Описание
Первой ступенью к святости является осознание человеком своей греховности, покаяние и обращение к Богу. Эта стадия обычно фиксируется обрядом крещения. Христианское обращение освобождает человека от гнета личных грехов. Согласно данному учению, спасение обращенных произойдет «после второй трубы» (образ из книги Откровение Иоанна Богослова), то есть только по завершении тысячелетнего Царствия Божия.
Вторая ступень к святости знаменуется мгновенным духовным перерождением человека, в результате чего он избавляется также от бремени первородного греха. Она называется освящением. Освящение выражается в преодолении греховных мыслей и поступков, праведном образе жизни и т. п. Спасение ожидает людей, достигших этого состояния, уже «после первой трубы», то есть собственно в течение тысячелетнего Царствия Божьего.
Святость требует обязательного поддержания, что сопряжено с противостоянием мирским воздействиям. Для укрепления достигнутого состояния Движение святости предлагает два основных способа. Один — это т. н. перфекционизм, под которым понимается постоянное самосовершенствование путём взращивания в себе плодов Святого Духа. Другой — обретение особого харизматического статуса, или «крещение Духом Святым». Оно состоит в принятии верующими через специальный ритуал даров Святого Духа.
Харизматического варианта придерживаются в основном разные течения пятидесятников. Перфекционизм принят в среде «церквей святости», методистов и ряда других протестантских церквей и движений. Сторонники этого способа освящения в начале 1950-х гг. объединились в Межцерковную конвенцию святости, поставившую своей целью борьбу с либеральными настроениями в существующих конфессиях Движения.
В начале XX века часть общин движения святости, принявших пятидесятническую доктрину о крещении Духом Святым, перешли в пятидесятничество и создали собственные союзы — Церковь Бога, Церковь Бога во Христе, Пятидесятническую церковь святости.

## Движение в России
Еще в 1902 году американская Церковь Бога (Андерсон, Индиана) открыла в Риге миссионерское общество под руководством В. Эбеля. Миссия специализировалась на проповеди среди российских немцев, а литература на немецком языке поступала из филиала церкви в Эссене (Германия). До революции её деятельность распространилась не только на всю Прибалтику, но и Поволжье, Южную Украину и Кавказ. В 1920—30-е годы центр миссии располагался в Тбилисси во главе с Г. Госсом и Г. Грецингером. После депортации немцев в 1941 году в Казахстан, Алтай и Сибирь среди верующих распространились харизматические культы, подобные пятидесятничеству.
В постсоветские годы в России начала деятельность также Церковь Назарянина.

## Основные церкви
- Армия спасения
- Христианский и миссионерский альянс[англ.]
- Церковь Бога (Андерсон, Индиана)[англ.]
- Церковь Назарянина